# 薩摩出水中継局
薩摩出水中継局（さつまいずみちゅうけいきょく）は、鹿児島県出水市上鯖渕の東光山に存在するテレビ中継局である。

## 概要
- 中継局名：薩摩出水中継局
- 所在地：鹿児島県出水市上鯖渕（東光山）
- サービスエリア：鹿児島県出水市

## 沿革
- 1973年（昭和48年） - NHK・MBC・KTSのアナログ放送が開局、本放送開始。後にKKBの地上アナログテレビジョン放送も開局、本放送開始。
- 2008年（平成20年）6月6日 - 九州総合通信局より地上デジタルテレビジョン放送の予備免許がアナログ放送未開局だったKYTを含めて交付。
- 2008年（平成20年）7月17日 - 地上デジタルテレビジョン放送の薩摩出水中継局が試験放送を開始。
- 2008年（平成20年）7月30日 - 地上デジタルテレビジョン放送の薩摩出水中継局が試験放送を終了。
- 2008年（平成20年）7月31日 - 地上デジタルテレビジョン放送の薩摩出水中継局が本放送を開始。
- 2011年（平成23年）7月24日 - アナログ放送終了。

## 放送設備

### 地上デジタルテレビジョン放送送信設備
| ID | 放送局名             | 物理 チャンネル | 空中線 電力 | ERP   | 放送対象地域 | 放送区域 内世帯数 | 開局日                                                                     | 備考         |
| 1  | MBC 南日本放送       | 38              | 100mW       | 700mW | 鹿児島県     | 7,341世帯         | 2008年 6月6日 予備免許交付 2008年 7月17日 試験放送開始 2008年 7月31日 開局 | -            |
| 2  | NHK 鹿児島教育テレビ | 33              | 100mW       | 890mW | 全国         | 7,341世帯         | 2008年 6月6日 予備免許交付 2008年 7月17日 試験放送開始 2008年 7月31日 開局 | -            |
| 3  | NHK 鹿児島総合テレビ | 29              | 100mW       | 910mW | 鹿児島県     | 7,341世帯         | 2008年 6月6日 予備免許交付 2008年 7月17日 試験放送開始 2008年 7月31日 開局 | -            |
| 4  | KYT 鹿児島讀賣テレビ | 43              | 100mW       | 700mW | 鹿児島県     | 7,341世帯         | 2008年 6月6日 予備免許交付 2008年 7月17日 試験放送開始 2008年 7月31日 開局 | デジタル新局 |
| 5  | KKB 鹿児島放送       | 50              | 100mW       | 700mW | 鹿児島県     | 7,341世帯         | 2008年 6月6日 予備免許交付 2008年 7月17日 試験放送開始 2008年 7月31日 開局 | -            |
| 8  | KTS 鹿児島テレビ放送 | 36              | 100mW       | 700mW | 鹿児島県     | 7,341世帯         | 2008年 6月6日 予備免許交付 2008年 7月17日 試験放送開始 2008年 7月31日 開局 | -            |

- アナログ放送では未開局だったKYTが、デジタル新局として開局。

### 地上アナログテレビジョン放送送信設備
| チャンネル | 放送局名             | 空中線 電力       | ERP                 | 放送対象地域 | 放送区域 内世帯数 |
| 51         | KKB 鹿児島放送       | 映像1W /音声250mW | 映像7.4W /音声1.85W | 鹿児島県     | -                 |
| 53         | KTS 鹿児島テレビ放送 | 映像1W /音声250mW | 映像8.3W /音声2.1W  | 鹿児島県     | -                 |
| 55         | MBC 南日本放送       | 映像1W /音声250mW | 映像8.3W /音声2.1W  | 鹿児島県     | -                 |
| 57         | NHK 鹿児島総合テレビ | 映像1W /音声250mW | 映像7.9W /音声2W    | 鹿児島県     | -                 |
| 61         | NHK 鹿児島教育テレビ | 映像1W /音声250mW | 映像7.8W /音声1.95W | 全国         | -                 |

- 全局2011年（平成23年）7月24日運用終了。
- KYTにはチャンネルが割り当てられておらず、阿久根中継所で受信されていた。